# Cyriel Astaes
Cyriel Astaes (Staden, 21 november 1879 - Handzame, 1 december 1960) was een Vlaams (jeugd)schrijver.

## Levensloop
Cyriel Lucien Astaes was een zoon van timmerman Medard Astaes (° Staden, 1837) en van Romanie Van Elslander (Hooglede, 1840 - Kortemark, 1922). Hij trouwde in 1909 met Zenobie Declerck (Vladslo, 1881 - Handzame, 1961) en ze kregen vijf kinderen. Hij had een broer, Louis Astaes (1874-1916), die priester werd.
Astaes liep school eerst in zijn geboortedorp, vervolgens in het Klein Seminarie Roeselare (1895-1896) en in de Normaalschool Torhout. Met het onderwijzersdiploma op zak werd hij in 1901 benoemd in de gemeenteschool van Eggewaartskapelle. In 1909, na zijn huwelijk, werd hij onderwijzer en hoofd van de gemeenteschool in Westkerke.
In 1914 werd hij vanwege de Eerste Wereldoorlog opgeroepen voor het leger, maar afgekeurd vanwege fysische ongeschiktheid. Hij moet nochtans tijdens de oorlog met het leger verbonden zijn geweest, aangezien hij later als oud-strijder door het leven ging en werd vereremerkt. Tijdens de hele oorlog verbleef het gezin in Roesbrugge, behorende tot het onbezet gebleven deel van België, terwijl zijn huis door de Duitsers werd ingenomen en de ernaast gelegen school als paardenstal werd gebruikt.
In 1918 keerde Astaes naar Westkerke terug en ondernam er de heropschikking van zijn school. Bij zijn vader had hij het houtbewerken geleerd en hij maakte eigenhandig nieuwe schoolbanken. In april 1940 ging hij met pensioen en ging met zijn vrouw in Gistel wonen. Ze verhuisden later naar een verzorgingstehuis in Handzame, waar ze beiden overleden.
Tussen 1920 en 1940 was hij een productief auteur van volkse verhalen in West-Vlaamse stijl. Ze kenden succes en werden vaak herdrukt. De voornaamste uitgever van Astaes' verhalen was de Uitgeverij Excelsior van Achiel Geerardyn. Verschillende boeken verschenen met een  omslagtekening door Frans Van Immerseel. Toen Excelsior failliet ging, verloor Astaes meer dan 80.000 fr. aan nog niet vereffende auteursrechten.
Astaes stichtte in Westkerke een afdeling van de Vlaamse Oud-strijders en een van het VNV. Tijdens de oorlog schreef hij Vlaams- of Duitsgezinde artikels in De Thouroutenaar. In september 1944 kwam hij terecht in het Interneringscentrum Sint-Kruis, beticht van collaboratie met de bezetter. Hij werd er niet lang vastgehouden, maar bij de heropflakkering van de straatrepressie in mei 1945 werd hij weer opgepakt. Hij kwam er met een lichte straf vanaf.

## Publicaties
- Uit moeders jeugd, 1923, 1924, 1928.
- Vertellingen uit het volk gehoord en voor het volk geschreven, 1923, 1925.
- Herinneringen, 1924, 1926
- Kindervriendjes I & 2, 1925.
- De wonderlijke dwerg, 1925
- Boertje Boone, 1925.
- Naar vaders raad, 1926.
- Lenteweelde, 1926.
- Winterbloemen, 1929.
- Zomerzegen, 1929.
- Herfstgenoegens, 1929.
- Dierensport voor kinderen, 1932.
- Van kabouters en reuzen, 1933.
- 's Levens jaarseizoenen, 1933.
- Over bieënteelt voor beginnelingen, Stene, De Martbloem, 1945.